# Stadio Rajamangala
Lo stadio Rajamangala (in th.:  ราช มั ง คลา กีฬา สถาน, trascrizione RTGS: Ratchamangkhala Kila Sathan, trascr. IPA: /râːt.t͡ɕʰā.māŋ.kʰā.lāː kīː.lāː sā.tʰǎːn/) è l'impianto nazionale della Thailandia e ospita le partite della Nazionale thailandese.
Lo stadio non è servito dai mezzi pubblici. Tuttavia, ci sono autobus e taxi che passano abbastanza vicino allo stadio. Nel 2010 è stato completato il collegamento ferroviario dell'aeroporto, il che significa che lo stadio si serve della Stazione di Ramkhamhaeng. Dal 2022 sarà aperta la linea MRT Orange Line e la stazione dello stadio si troverà di fronte ad esso.

## Storia
Lo stadio Rajamangala è stato progettato dalla Facoltà di architettura dell'Università Chulalongkorn. Il materiale principale utilizzato nella costruzione era calcestruzzo armato e quindi, sebbene lo stadio sia imponente, non potrebbe mai essere descritto come bello. Le tribune si alzano e si abbassano come una gigantesca versione esagerata del Galpharm Stadium di Huddersfield. Da un punto di vista estetico, lo stadio è meglio visto da lontano, preferibilmente dal cielo, dove la forma ellittica delle tribune laterali sembra particolarmente pronunciata.
Le tribune laterali sono designate "est" e "ovest". Il lato Est è il lato popolare scoperto; quello ovest è il lato coperto dove ci sono i posti più costosi. Le due estremità sono chiamate "Nord" e "Sud". Quella Nord è la più popolare delle due perché è dove si radunano i tifosi più vocali e colorati della nazionale thailandese.
Lo stadio è stato utilizzato per la prima volta nel 1998 per i XIII Giochi asiatici e nel 1999 per gli ASEAN University Games. Da allora è stato utilizzato per molte partite internazionali e tornei di calcio. In particolare, per la Coppa d'Asia 2007. Oltre al calcio, è stato utilizzato per l'atletica, concerti e manifestazioni politiche.

## Incontri internazionali

### XIII Giochi asiatici
- Giappone 0-2  Corea del Sud - (fase a gironi, 7 dicembre);
- Emirati Arabi Uniti 0-5  Kuwait - (fase a gironi, 7 dicembre).
- Qatar 1-0  Libano - (fase a gironi, 8 dicembre).
- Thailandia 1-1  Kazakistan - (fase a gironi, 8 dicembre).
- Emirati Arabi Uniti 1-2  Corea del Sud - (fase a gironi, 9 dicembre).
- Giappone 2-1  Kuwait - (fase a gironi, 9 dicembre).
- Qatar 0-2  Kazakistan - (fase a gironi, 10 dicembre).
- Thailandia 1-0  Libano - (fase a gironi, 10 dicembre).
- Thailandia 2-1 (d.t.s)  Corea del Sud - (quarti di finale, 14 dicembre).
- Qatar 0-0 (d.t.s) 1-3 (d.c.r)  Kuwait - (quarti di finale, 14 dicembre).
- Iran 1-0  Cina - (semifinale, 16 dicembre).
- Thailandia 0-3  Kuwait - (semifinale, 16 dicembre).
- Iran 2-0  Kuwait - (finale, 19 dicembre).

### Coppa delle nazioni asiatiche 2007
- Thailandia 1-1  Iraq - (fase a gironi, 7 luglio).
- Australia 1-1  Oman - (fase a gironi, 8 luglio).
- Thailandia 2-0  Oman - (fase a gironi, 12 luglio).
- Iraq 3-1  Australia - (fase a gironi, 13 luglio).
- Thailandia 0-4  Australia - (fase a gironi, 16 luglio).
- Iraq 2-0  Vietnam - (quarti di finale, 21 luglio).

## Galleria d'immagini

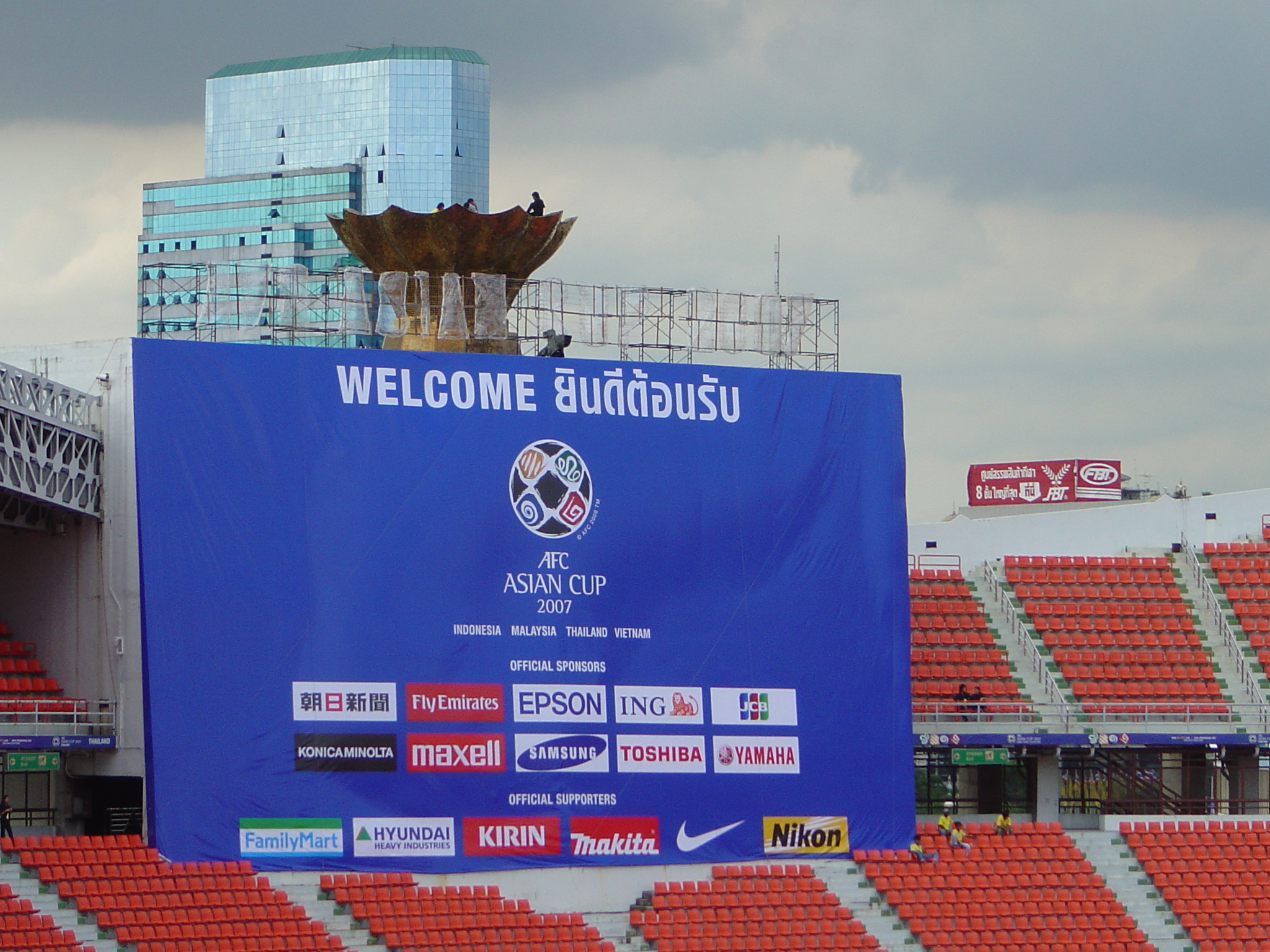
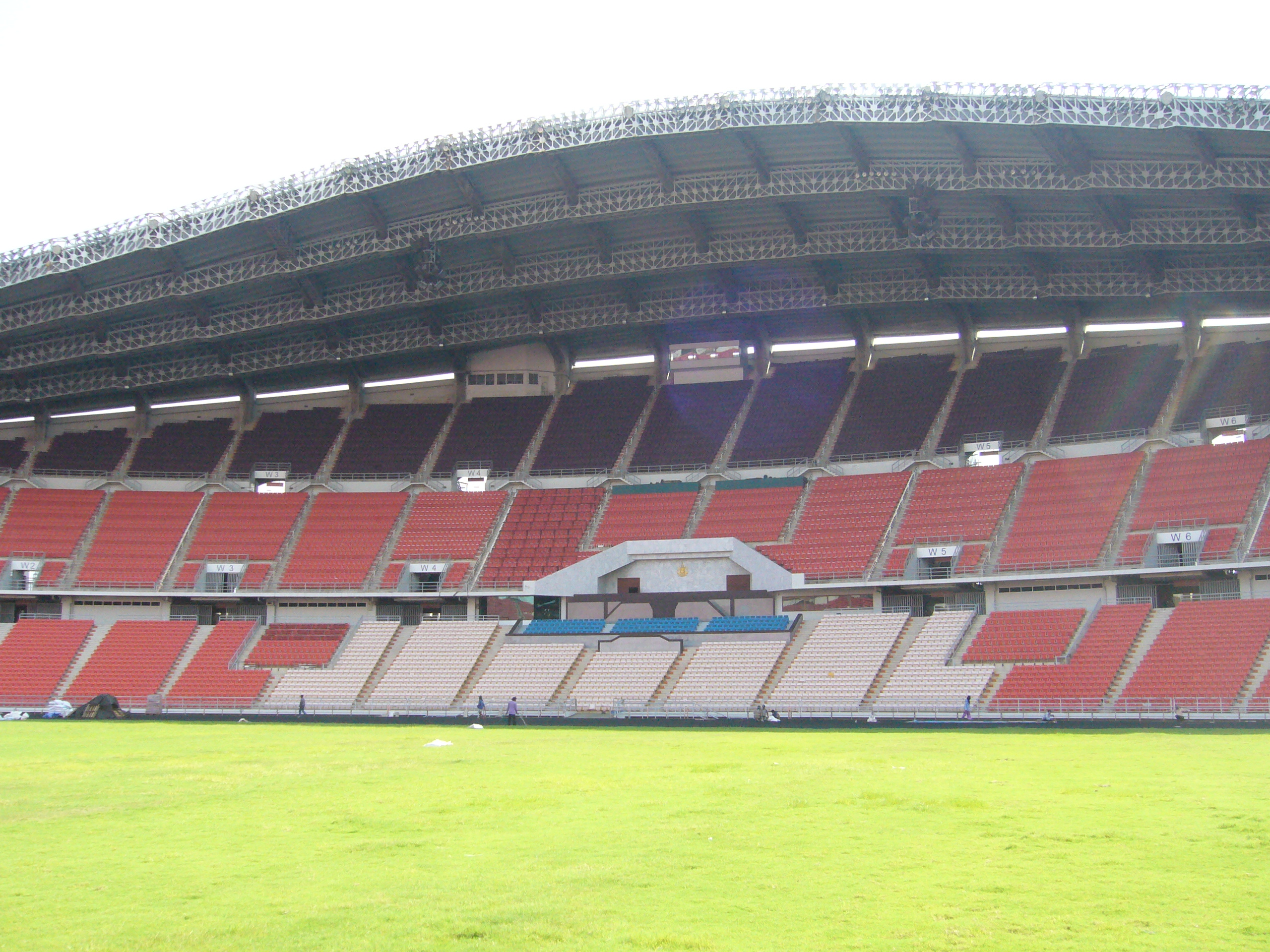
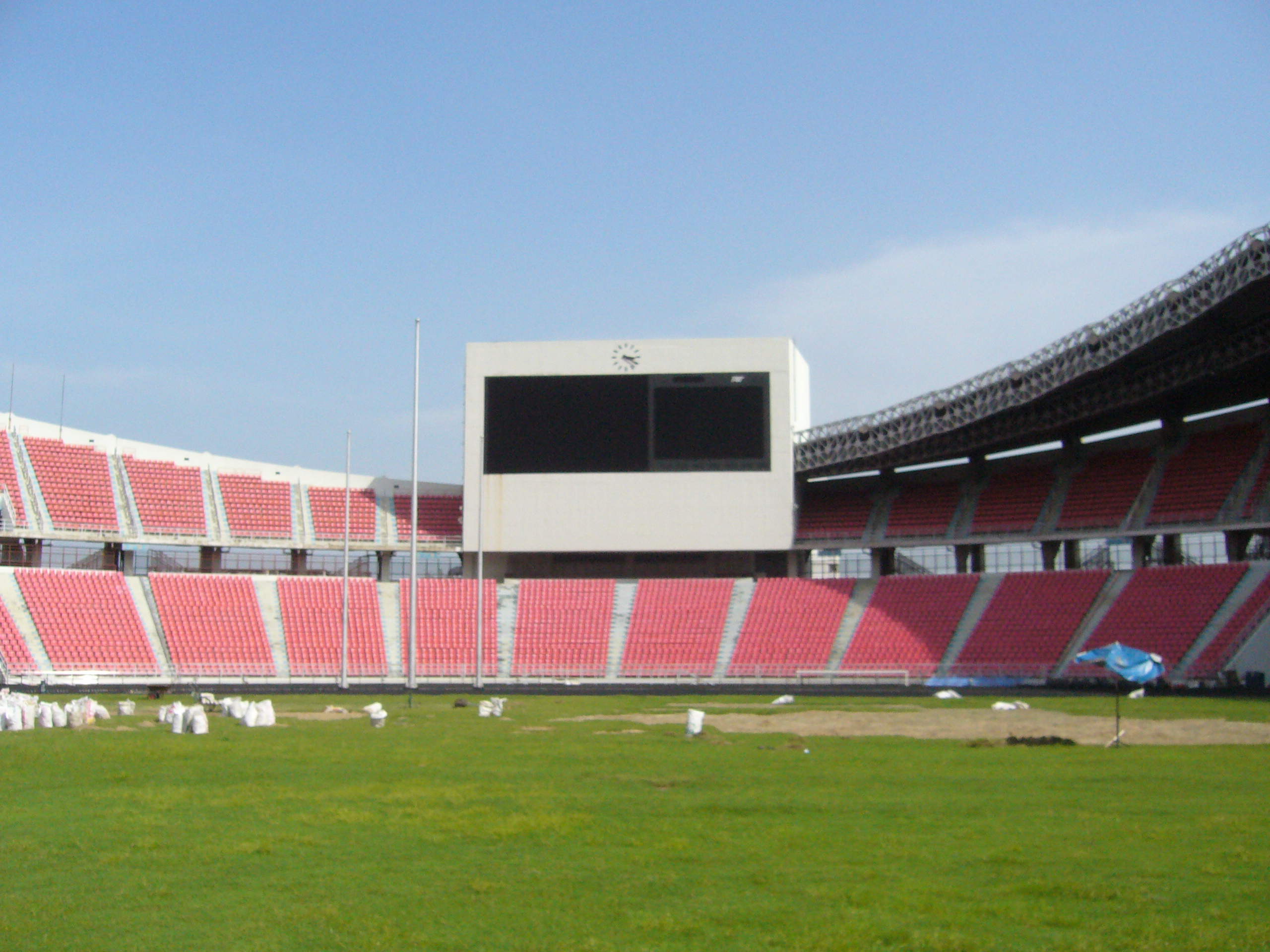
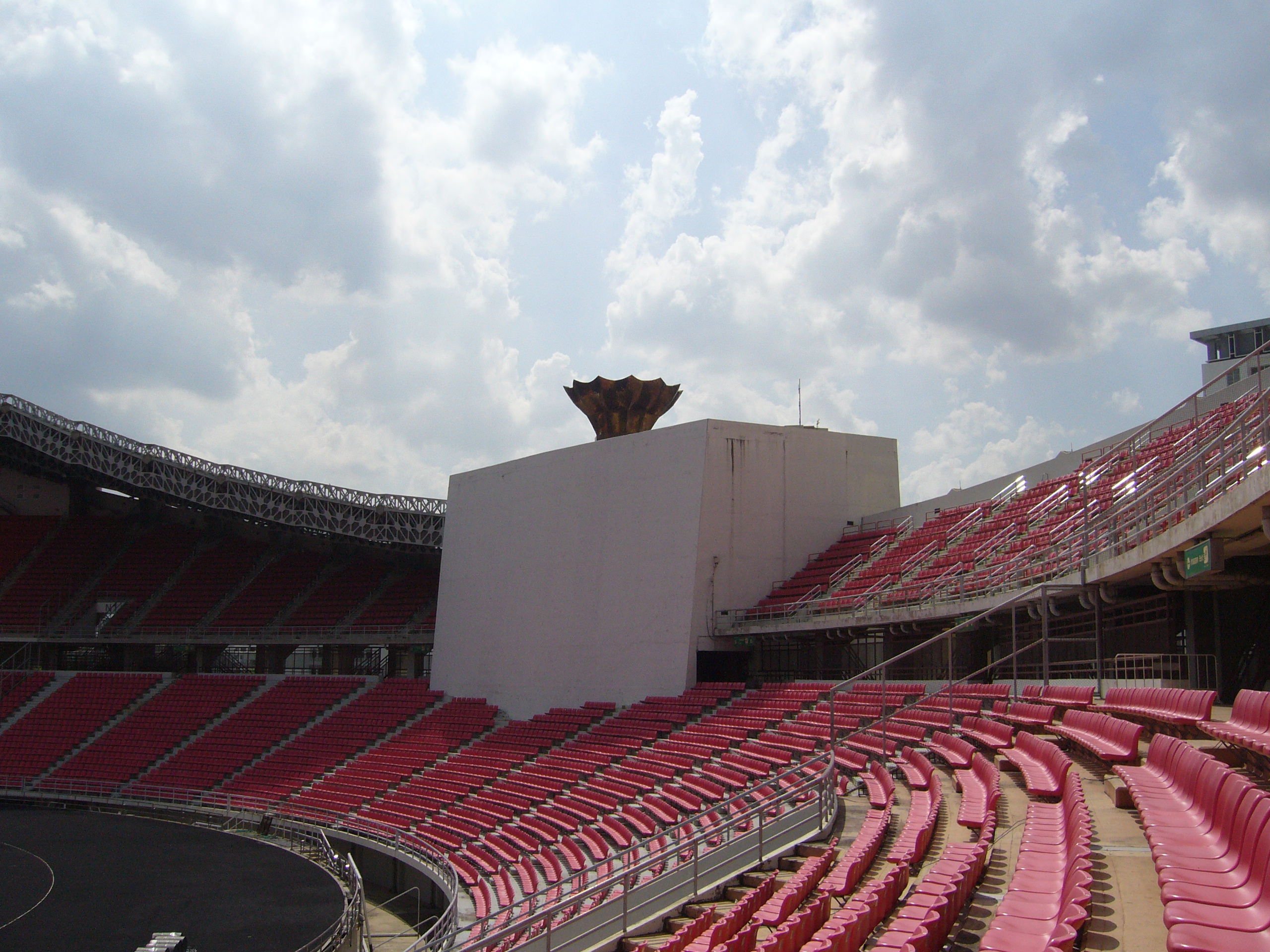
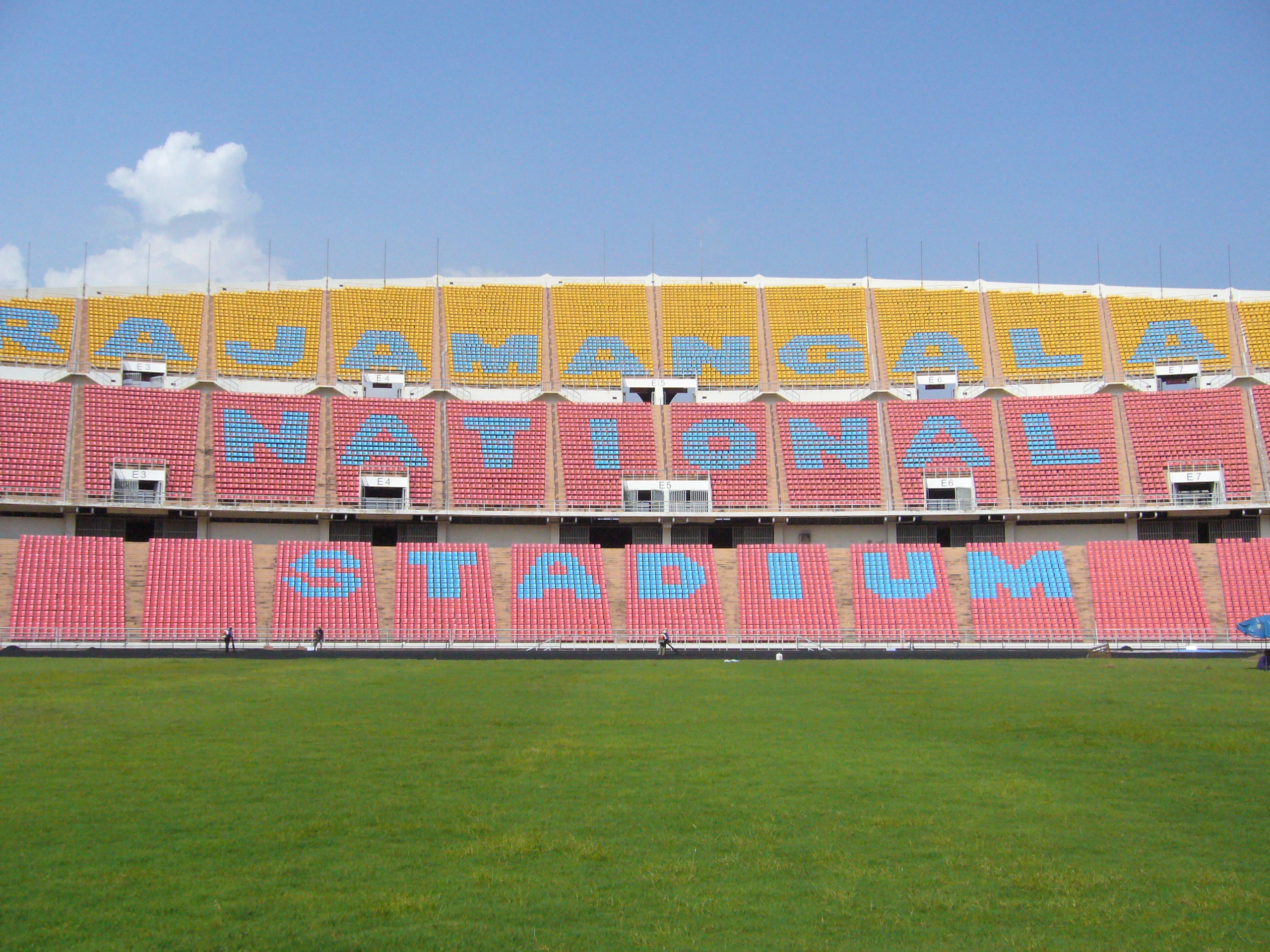
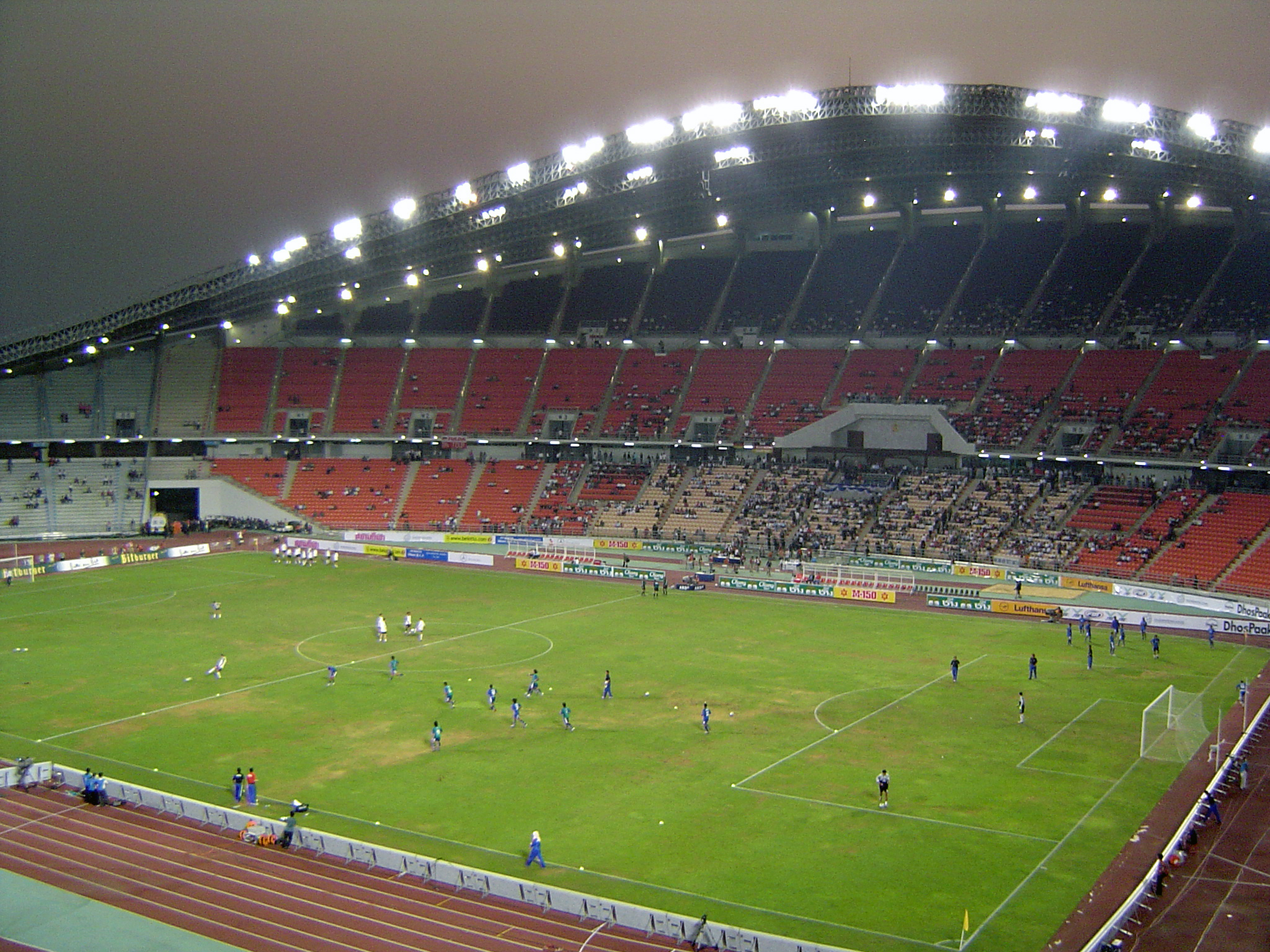